# Blagaj Rijeka
Blagaj Rijeka (en serbe cyrillique : Благај Ријека) est un village de Bosnie-Herzégovine. Il est situé dans la municipalité de Novi Grad et dans la république serbe de Bosnie. Selon les premiers résultats du recensement bosnien de 2013, il compte 587 habitants.

## Démographie

### Évolution historique de la population dans la localité
| 1948 | 1953 | 1961 | 1971 | 1981 | 1991 | 2013 |
| ---- | ---- | ---- | ---- | ---- | ---- | ---- |
| -    | -    | 835  | 912  | 993  | 980  | 587  |

|  |

### Communauté locale
En 1991, la communauté locale de Blagaj Rijeka comptait 2 880 habitants, répartis de la manière suivante :